# Palác Morava

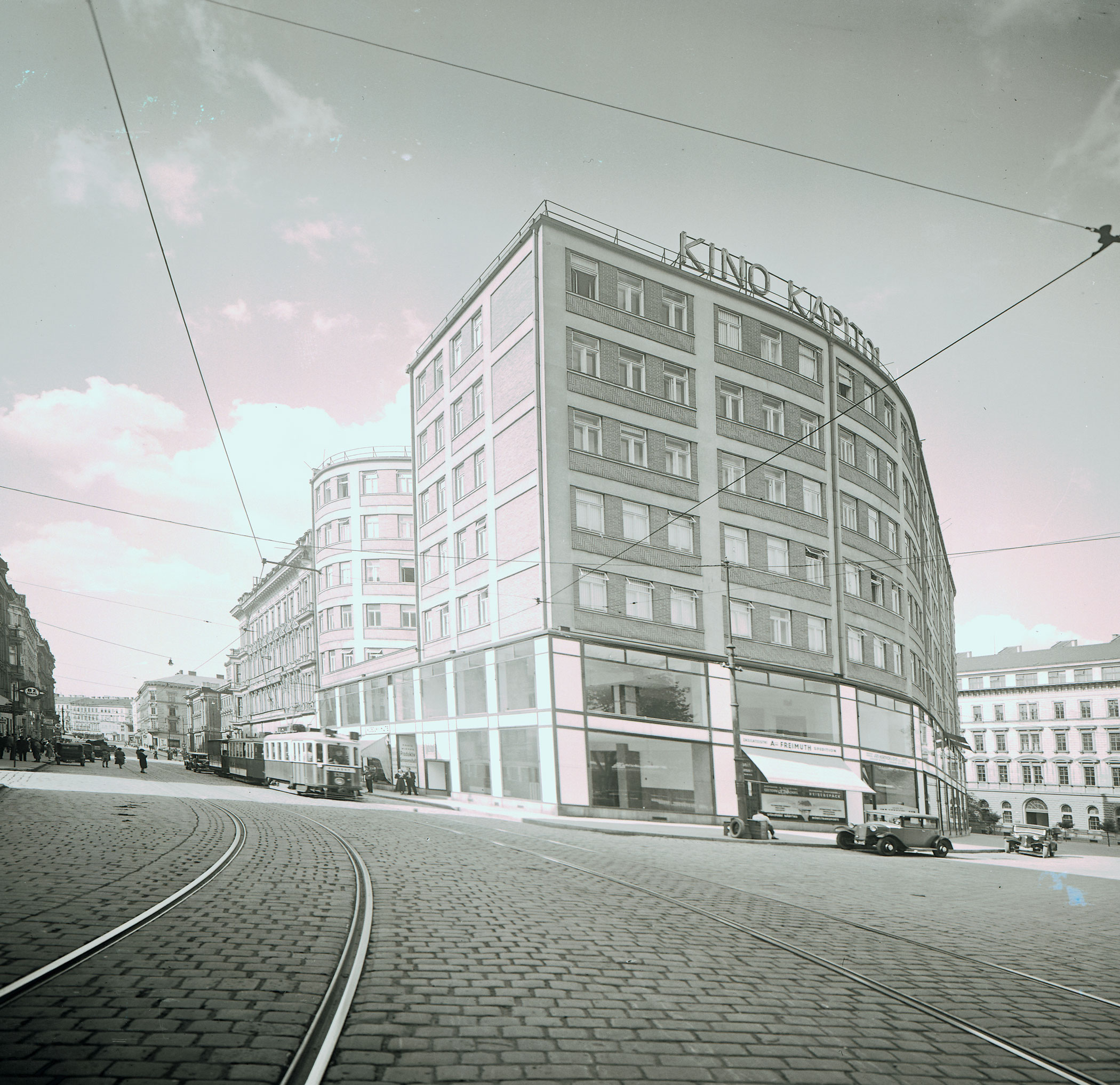
Brno, palác Morava (starší část)

Palác Morava je výrazná budova (resp. blok budov) v centru Brna z konce 20. let 20. století postavená podle návrhu Ernsta Wiesnera. Nachází se na brněnském „ringu“, mezi Malinovského náměstím a ulicemi Divadelní a Benešovou. Je chráněn jako kulturní památka České republiky.

## Popis stavby

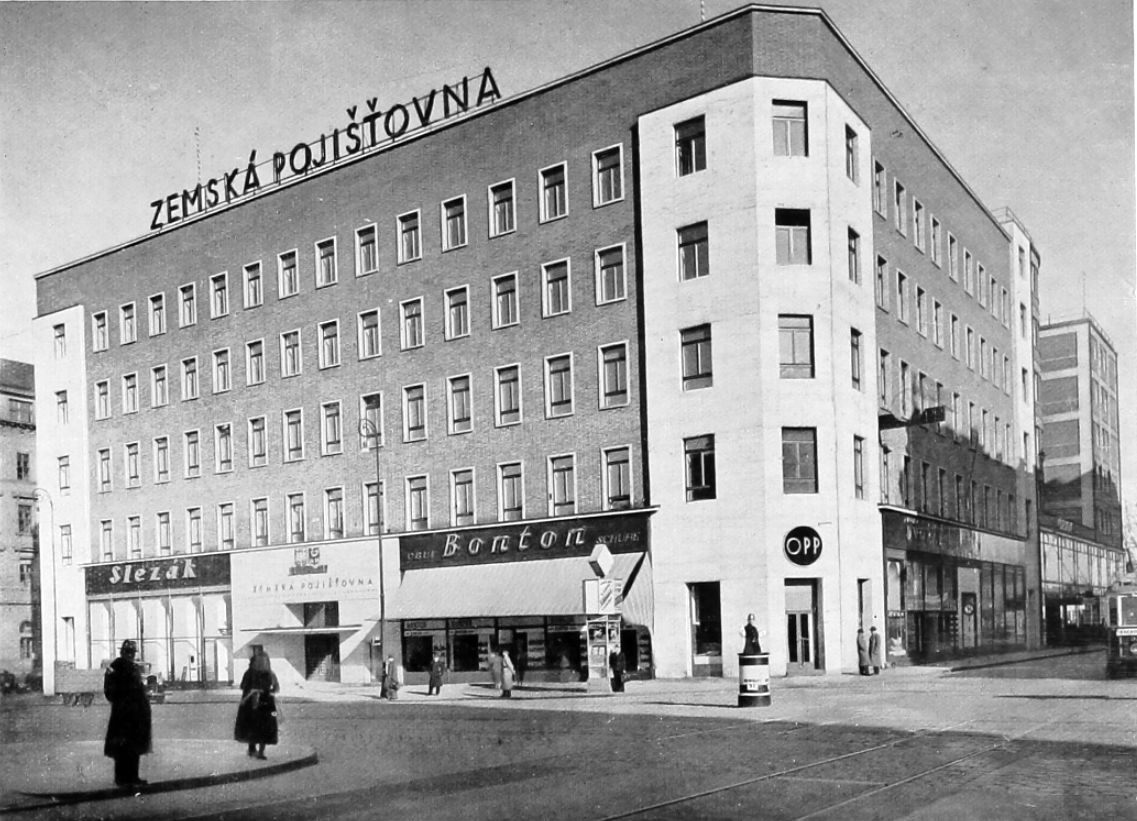
Palác Morava, Zemská pojišťovna Brno (1938)

Na pozemku se původně nacházela stavba tzv. Doretova dvora, orientovaná hlavní fasádou k Mahenovu divadlu, a k ní přiléhající budova varieté. V roce 1926 koupila budovu varieté Hermine Stiassni, manželka významného textilního továrníka Alfreda Stiassni, jež chtěla na jejím místě vybudovat hotel. V mezinárodní soutěži proto oslovila architekty Petera Behrense, Jacobuse Ouda, Archibalda Campbella a Ernsta Wiesnera. Záhy však své záměry změnila a místo hotelu se rozhodla postavit obchodní a nájemní dům, jehož návrhem byl pověřen v původní soutěži vítězný Ernst Wiesner. V roce 1928, kdy byl dům teprve rozestavěn, jej však Hermine Stiassni prodala Moravské zemské životní pojišťovně.
Starší část budovy (1929) má celkem 6 pater (v této části bývala po válce v přízemí prodejna Tuzex), mladší část (1936) má 4 patra. Fasáda je obložena neomítnutými, dekorativně sestavenými cihlami, které jsou kombinované bílým železobetonovým skeletem. Na každém rohu domu jsou umístěné věže, které jsou obložené travertinem. Ve spodní části budovy bylo původně umístěno kino Kapitol a bar, v prvním podlaží byla kavárna a v dalších podlažích byly umístěny byty. Architekt se musel potýkat s problematickým geologickým podložím. Kvůli přirozenému prosvětlení a také zjemnění jinak industriálního výrazu stavby Wiesner prohnul hmotu budovy dovnitř.  
Později (1935) ke komplexu připojil budovu Moravské zemské životní pojišťovny (dnes Dům odborových služeb). K vytvoření soutěžních návrhů bylo vyzváno několik významných brněnských architektů (např. Bohuslav Fuchs, Bedřich Rozehnal či Bohumil Babánek). Nakonec zvítězil opět návrh Wiesnerův, který sjednotil oba domy v kompaktní blok. Jádrem budovy je obří světlík, prosvětlený střešním skleněným pavilonem. Zakřivením půdorysu dosáhl Ernst Wiesner osvětlení maximální plochy fasády a přívodu světla do středu parcely. Světlo je zde opět jedním z hlavních témat architektovy tvorby. 
Půlkruhové schodiště a galerie hlavní podesty pavilonu otevřená do světlíku obloženého bílou keramikou vytváří impresivní motiv stavby, stejně jako skleněná výtahová věž ve dvoře, jedinečná na dobu svého vzniku.
Motivem fasád je tektonicky šedě omítnutý rastr vodorovných i svislých pásů, přepisující železobetonovou kostru a vyplněný režnými obkladačkami na parapetech v dekorativní parketové vazbě.
Kavárna v prvním patře byla ve 2. pol. 30. let rozšířena o velkou ocelovou terasu, která byla po válečném poškození odstraněna. Budova je veřejnosti přístupná jen v omezené míře.
Celý komplex je obkroužen manipulační tramvajovou blokovou smyčkou.